# Heteropoda badiella
Heteropoda badiella är en spindelart som beskrevs av Roewer 1951. Heteropoda badiella ingår i släktet Heteropoda och familjen jättekrabbspindlar. Inga underarter finns listade i Catalogue of Life.